# Umbozerite
La umbozerite è un minerale.